# Canton de Saint-Martin-1
Le canton de Saint-Martin-1 était une division administrative française, située dans le département de la Guadeloupe et la région Guadeloupe. Depuis l'entrée en vigueur le 15 juillet 2007 de la loi organique créant la nouvelle collectivité, les notions de canton et de conseil général ont disparu. Le conseiller général, élu en 2004, ne siège plus depuis cette date.

## Composition
Le canton de Saint-Martin-1 comprenait 1 commune :
- Saint-Martin, fraction de commune

## Historique

### Canton de Saint-Martin
| Période | Période | Identité                          | Étiquette    | Qualité                                  |
| ------- | ------- | --------------------------------- | ------------ | ---------------------------------------- |
| 1955    | 1973    | Hubert Petit (1926-2006)          | DVG puis UDR | Maire de Saint-Martin (1959-1977)        |
| 1973    | 1979    | Félix Égelmont Choisy (1915-1989) | DVG          | Premier adjoint au maire de Saint-Martin |
| 1979    | 1992    | Robert Weinum                     | DVD          |                                          |

### Canton de Saint-Martin 1
| Période   | Identité               | Parti | Qualité |
| --------- | ---------------------- | ----- | --- |
| 1992-1998 | Louis-Constant Fleming | RPR   | Directeur de société |
| 1998-2004 | Louis Mussington       | DVG   | Enseignant, suppléant du député Victorin Lurel élu Conseiller régional en 2004 Conseiller territorial de Saint-Martin en 2007 |
| 2004-2010 | Louis-Constant Fleming | UMP   | Maire de Saint-Martin (2007-2008) Sénateur (2008-2013)                                                                        |